# Dialommus
Dialommus es un género de peces marinos de la familia de los labrisómidos, en el orden de los Perciformes.

## Especies
Existen las siguientes especies en este género:
- Dialommus fuscus (Gilbert, 1891) - Trambollo cuatro-ojos de las Galápagos.
- Dialommus macrocephalus (Günther, 1861) - Trambollo listo.